# 宾汉姆顿镇
宾汉姆顿（英語：Binghamton）是位于美国纽约州布鲁姆县的一个镇，地处布鲁姆县南部，其北边紧邻宾汉姆顿市。2010年美国人口普查时，该镇有4942人。其名称来源于威廉·宾汉姆顿。